# Nannoscincus mariei
Nannoscincus mariei — вид сцинкоподібних ящірок родини сцинкових (Scincidae). Ендемік Нової Каледонії. 

## Поширення і екологія
Nannoscincus mariei широко поширені на півдні Нової Каледонії. Вони живуть у вологих тропічних лісах, на висоті від 150 до 1100 м над рівнем моря. Ведуть наземний, напівриючий спосіб життя, ховаються під камінням і поваленими деревами та в ґрунті, шукають їжу серед опалого листя.

## Збереження
МСОП класифікує цей вид як вразливий. Nannoscincus mariei загрожує знищення природного середовища та хижацтво з боку інтродукованих мурах Wasmannia auropunctata.